# Пейре Овернский
Пейре́ Ове́рнский (окс. Peire d'Alvernhe, Peire d'Alvernha; ок. 1130 — ок. 1190-1215, годы творчества 1149-1170 или 1149-1214) — трубадур из Оверни. По различным оценкам, сохранилось от 21  до 24  его сочинений. Он разрабатывал новый стиль поэзии трубадуров — «изысканный» (trobar prim или trobar ric). «Изысканная манера выражения» сочетала в себе всё лучшее, что могли дать два направления лирики трубадуров — «тёмный» и «лёгкий» стили. Средневековое жизнеописание называет Пейре Овернского «лучшим в мире трубадуром» до прихода Гираута де Борнеля.

## Биография
По словам трубадура Бернара Марти, Пейре Овернский отказался от духовного сана ради жизни странствующего поэта. Возможно он упоминается в документах Монпелье от 1148 года под именами Petrus d'Alvengue и Petrus de Alvernia.  Жизнеописание Пейре гласит, что он был сыном мещанина из епархии Клермон. Согласно ему, Пейре был красив, обаятелен, умён и считался «первым лучшим поэтом, перешедшим горы (Пиренеи)». Пейре выступал как при дворах феодалов южной Франции, так и при кастильском дворе. Предполагают, что автор его виды — Дофин Овернский, знавший Пейре в последние годы его жизни. 
Пейре также писал «благочестивые песни» (всего сохранилось 6), посвящённые вопросам религии, благочестия и духовности. В виде Пейре говорится, что он был умелым сочинителем мелодий к своим произведениям. До нашего времени дошло две его мелодии: к песне Dejosta`ls breus jorns e`ls loncs sers и к тенсоне Amics Bernatz de Ventadorn. В сочинениях Пейре прослеживают морализаторское влияние Маркабрюна, с произведениями которого Пейре, возможно, был  знаком (одна из последних песен Маркабрюна — сатира на Пейре).